# Elecciones provinciales de La Rioja (Argentina) de 1995
El 14 de mayo de 1995 se realizaron elecciones para elegir Gobernador, vicegobernador y 17 diputados provinciales, de la Provincia de La Rioja. El resultado estableció que el peronista Ángel Maza triunfe frente a la lista del entonces gobernador Bernabé Arnaudo.

## Renovación legislativa
| Departamento           | Diputados | A renovar |
| ---------------------- | --------- | --------- |
| Ángel V. Peñaloza      | 1         | 1         |
| Arauco                 | 2         | 1         |
| Belgrano               | 1         | 1         |
| Capital                | 7         | 4         |
| Castro Barros          | 1         | —         |
| Chamical               | 2         | 1         |
| Chilecito              | 3         | 2         |
| Facundo Quiroga        | 1         | —         |
| Famatina               | 1         | —         |
| Felipe Varela          | 2         | 1         |
| Independencia          | 1         | 1         |
| Lamadrid               | 1         | 1         |
| Ocampo                 | 1         | 1         |
| Rosario Vera Peñaloza  | 2         | —         |
| San Blas de los Sauces | 1         | 1         |
| San Martín             | 1         | 1         |
| Sanagasta              | 1         | —         |
| Sarmiento              | 1         | —         |
| Total                  | 30        | 16        |

## Resultados

### Gobernador y vicegobernador
| Lema                  | Lema                                          | Sublema                | Fórmula               | Fórmula               | Sublema               | Sublema               | Lema    | Lema  |
| Lema                  | Lema                                          | Sublema                | Gobernador            | Vicegobernador        | Votos                 | %                     | Votos   | %     |
| --------------------- | --------------------------------------------- | ---------------------- | --------------------- | --------------------- | --------------------- | --------------------- | ------- | ----- |
|                       | Partido Justicialista                         | Frente de la Esperanza | Ángel Maza            | Miguel Ángel Asís     | 50.767                | 52,99                 | 95.810  | 82,01 |
| Por La Rioja          | Partido Justicialista                         | Bernabé Arnaudo        |                       | 45.043                | 47,01                 |                       | 95.810  | 82,01 |
|                       | Unión Cívica Radical-Frente Solidario Riojano | Encuentro Riojano      | Raúl Alfredo Galván   |                       | 14.574                | 77,43                 | 18.822  | 16,11 |
| Rioja Solidaria       | Unión Cívica Radical-Frente Solidario Riojano | Rubén Blanco           |                       | 4.248                 | 22,57                 |                       | 18.822  | 16,11 |
|                       | Frente País Solidario                         | —                      | Miguel Bravo Tedin    |                       | —                     | —                     | 1.598   | 1,37  |
|                       | Movimiento por la Dignidad y la Independencia | —                      |                       |                       | —                     | —                     | 359     | 0,31  |
|                       | Movimiento por el Socialismo y el Trabajo     | —                      |                       |                       | —                     | —                     | 235     | 0,20  |
| Votos positivos       | Votos positivos                               | Votos positivos        | Votos positivos       | Votos positivos       | Votos positivos       | Votos positivos       | 116.824 | 92,71 |
| Votos en blanco       | Votos en blanco                               | Votos en blanco        | Votos en blanco       | Votos en blanco       | Votos en blanco       | Votos en blanco       | 8.435   | 6,69  |
| Votos anulados        | Votos anulados                                | Votos anulados         | Votos anulados        | Votos anulados        | Votos anulados        | Votos anulados        | 754     | 0,60  |
| Participación         | Participación                                 | Participación          | Participación         | Participación         | Participación         | Participación         | 126.013 | 84,59 |
| Electores registrados | Electores registrados                         | Electores registrados  | Electores registrados | Electores registrados | Electores registrados | Electores registrados | 148.971 | 100   |
| Fuente:               |                                               |                        |                       |                       |                       |                       |         |       |

### Legislatura
| ← 1993 · Legislatura · 1997 → | ← 1993 · Legislatura · 1997 →                 | ← 1993 · Legislatura · 1997 → | ← 1993 · Legislatura · 1997 → | ← 1993 · Legislatura · 1997 → | ← 1993 · Legislatura · 1997 → | ← 1993 · Legislatura · 1997 → | ← 1993 · Legislatura · 1997 → |
| Lema                          | Lema                                          | Sublema                       | Sublema                       | Sublema                       | Lema                          | Lema                          | Lema                          |
| Lema                          | Lema                                          | Sublema                       | Votos                         | %                             | Votos                         | %                             | Bancas                        |
| ----------------------------- | --------------------------------------------- | ----------------------------- | ----------------------------- | ----------------------------- | ----------------------------- | ----------------------------- | ----------------------------- |
|                               | Partido Justicialista                         | Frente de la Esperanza        | 16.082                        | 22.28                         | 72.169                        | 76,00                         | Sin datos                     |
| Otros                         | Partido Justicialista                         | 56.087                        | 77,72                         |                               | 72.169                        | 76,00                         | Sin datos                     |
|                               | Unión Cívica Radical-Frente Solidario Riojano | Encuentro Riojano             | 8.138                         | 46,77                         | 17.400                        | 18,32                         | Sin datos                     |
| Rioja Solidaria               | Unión Cívica Radical-Frente Solidario Riojano | 4.849                         | 27,87                         |                               | 17.400                        | 18,32                         | Sin datos                     |
| Otros                         | Unión Cívica Radical-Frente Solidario Riojano | 4.413                         | 25,36                         |                               | 17.400                        | 18,32                         | Sin datos                     |
|                               | Frente País Solidario                         | —                             | —                             | —                             | 1.924                         | 2,03                          | Sin datos                     |
|                               | Defensa Provincial Riojana                    | —                             | —                             | —                             | 1.543                         | 1,62                          | Sin datos                     |
|                               | Partido Comunista                             | —                             | —                             | —                             | 1.430                         | 1,51                          | Sin datos                     |
|                               | Movimiento por la Dignidad y la Independencia | —                             | —                             | —                             | 283                           | 0,30                          | Sin datos                     |
|                               | Movimiento por el Socialismo y el Trabajo     | —                             | —                             | —                             | 210                           | 0,22                          | Sin datos                     |
| Votos positivos               | Votos positivos                               | Votos positivos               | Votos positivos               | Votos positivos               | 94.959                        | 87,08                         |                               |
| Votos en blanco               | Votos en blanco                               | Votos en blanco               | Votos en blanco               | Votos en blanco               | 13.334                        | 12,23                         |                               |
| Votos anulados                | Votos anulados                                | Votos anulados                | Votos anulados                | Votos anulados                | 757                           | 0,69                          |                               |
| Participación                 | Participación                                 | Participación                 | Participación                 | Participación                 | 109.050                       | 73,20                         |                               |
| Electores registrados         | Electores registrados                         | Electores registrados         | Electores registrados         | Electores registrados         | 148.971                       | 100                           |                               |
| Fuentes:                      |                                               |                               |                               |                               |                               |                               |                               |

#### Electos
| Departamento           | Diputado                         |
| ---------------------- | -------------------------------- |
| Ángel V. Peñaloza      | Francisco Celestino Roldán       |
| Arauco                 | Rodolfo Laureano de Priego       |
| Belgrano               | Justo Luis Alberto Luna          |
| Capital                | Jorge Daniel Basso               |
| Capital                | Nicolasa María del Valle Illanes |
| Capital                | Justo Limber Sosa                |
| Capital                | Juan Carlos Zalazar              |
| Chamical               | José María Corzo                 |
| Chilecito              | Carlos Osvaldo Cerezo            |
| Chilecito              | Griselda Noemí Herrera           |
| Felipe Varela          | Ángel Nicolás Páez               |
| Independencia          | Gerardo Javier Fuenzalida        |
| Lamadrid               | Hugo Andrés Ramón Julio          |
| Ocampo                 | Rolando D. Tello                 |
| San Blas de los Sauces | Sergio Casas                     |
| San Martín             | Pedro Emilio Lucero              |